# District de Jérusalem
Le district de Jérusalem est un des six districts israéliens. Sa superficie est de 652 km² en incluant Jérusalem-Est, administrée par Israël depuis 1967. En 2016, sa population de 1 083 300 habitants se compose de 66,6 % de juifs, de 30,6 % de musulmans et de 1,5 % de chrétiens. La ville de Jérusalem compte plus de 936 000 habitants en 2019.
Le district connaît l'une des plus fortes croissances démographiques du pays (+2,3 %/an en 2019).

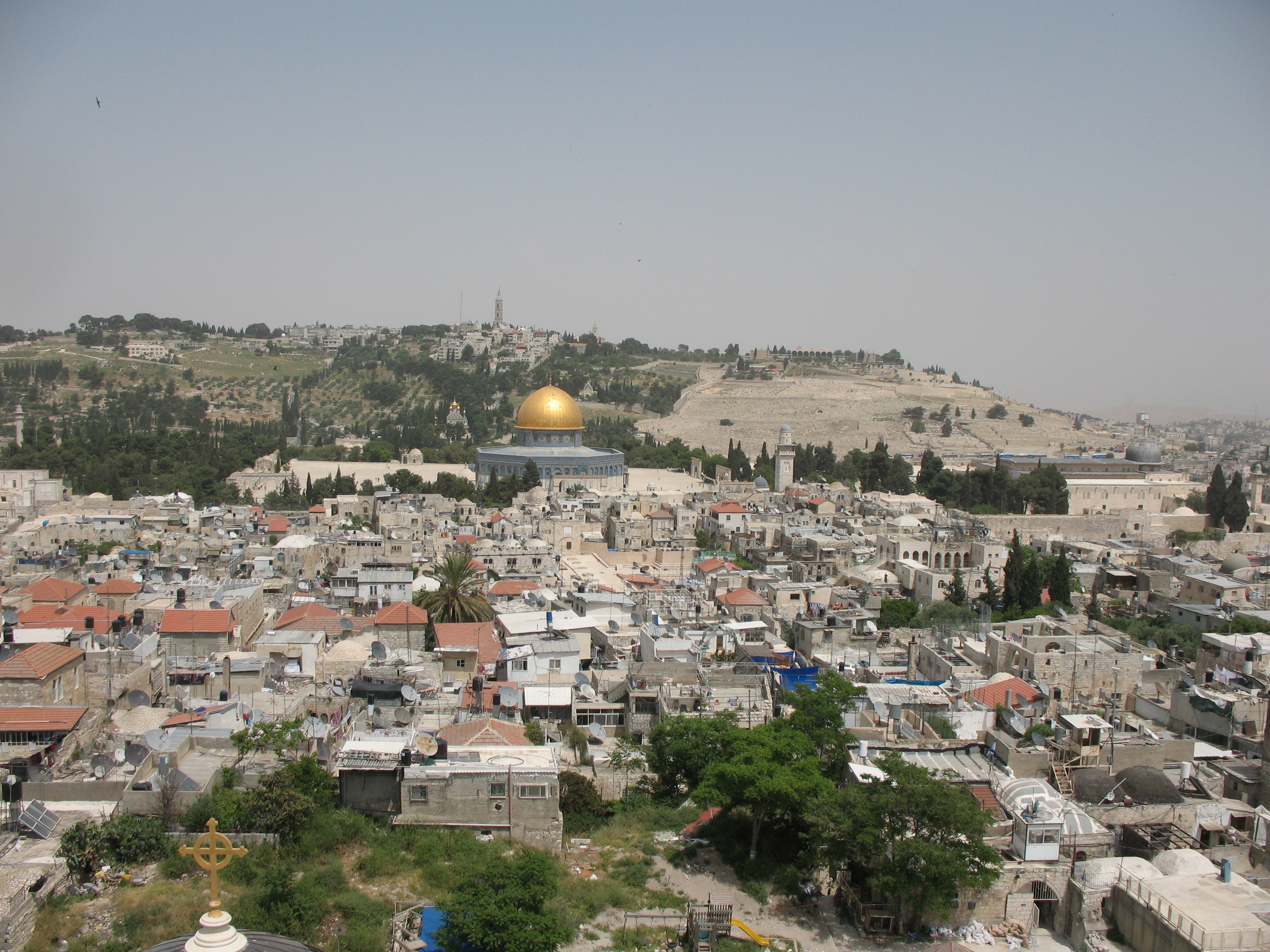
District de Jérusalem – Vue

## Subdivisions
| Sous-districts | Villes                                    | Conseil local                                                                | Conseil régional |
| -------------- | ----------------------------------------- | ---------------------------------------------------------------------------- | ---------------- |
| Jérusalem      | - Jérusalem ירושלים - Bet Shemesh בית שמש | - Abu Ghosh אבו גוש - Mevaseret Zion מבשרת ציון - Kiryat Ye'arim קריית יערים | - Mateh Yehuda   |